# Argentine aux Jeux olympiques d'hiver de 1928
Cet article contient des informations sur la participation et les résultats de l'Argentine aux Jeux olympiques d'hiver de 1928 à Saint-Moritz en Suisse.
 C'était la première participation de l'Argentine aux Jeux olympiques d'hiver, et la première d'une nation sud-américaine. Elle était représentée par 10 athlètes, tous en bobsleigh. La délégation argentine n'a pas remporté de médailles.

## Délégation
Le tableau suivant montre le nombre d'athlètes argentins dans chaque discipline :
| Sport     | Hommes | Femmes | Total |
| --------- | ------ | ------ | ----- |
| Bobsleigh | 10     | 0      | 10    |
| Total     | 10     | 0      | 10    |

## Résultat

### Bobsleigh
| Équipe      | Membres                                                                                            | Résultats    | Résultats    | Résultats    | Résultats |
| Équipe      | Membres                                                                                            | 1re manche   | 2e manche    | Total        | Position  |
| ----------- | -------------------------------------------------------------------------------------------------- | ------------ | ------------ | ------------ | --------- |
| Argentina 1 | Eduardo Hope (capitaine) Jorge del Carril Horacio Gramajo Horacio Iglesias Hector Milberg          | 1 min 40 s 1 | 1 min 42 s 5 | 3 min 22 s 6 | 4e        |
| Argentina 2 | Arturo Gramajo (capitaine) Mariano Domari Rafael Iglesias Ricardo Gonzales Moreno John Víctor Nash | 1 min 42 s 3 | 1 min 40 s 6 | 3 min 22 s 9 | 5e        |